# لويس سيغوي
لويس ميغيل سيجوي (بالإسبانية: Luis Miguel Seguí)‏ (من مواليد 4 أكتوبر 1976) هو ممثل ومنتج إسباني.

## وصلات خارجية
- لويس سيغوي على موقع IMDb (الإنجليزية)
- لويس سيغوي على موقع قاعدة بيانات الفيلم (الإنجليزية)